# Алиев, Энвер Алиевич
Энвер Алиевич Алиев (5 августа 1927, Симферополь — 23 мая 2017, Первомайское) — крымскотатарский советский механизатор, депутат Верховного Совета СССР трёх созывов. Герой Социалистического Труда (1973).

## Биография
Родился 5 августа 1927 года в Симферополе (район старинной мечети «Сейит-Сеттар»), дом сохранился до сих пор, ныне ул. Пошивальникова, дом 5. Отец — Али Абдулганиев (1899—1944) был извозчиком, владел дилижансами, фаэтонами; в 1935 году передал всё имущество Советской власти, став руководителем артели фаэтонщиков, а позже — покрасочной артели «МалярКисть», в апреле 1944 года отправлен в труд.армию на строительство нефтеперерабатывающего завода в город Гурьев, Казахстан. Мать — Муневер Тагаева работала в типографии. В семье было четверо детей, кроме Энвера — сестра и двое младших братьев.
В годы немецко-фашистской оккупации Энвер чудом избежал отправки на принудительные работы в Германию. В мае 1944 года семью Алиевых депортировали в Узбекистан: сначала в подсобное хозяйство военного завода, затем в совхоз им. Пятилетия Узбекистана Нижнечирчикского района Ташкентской области. До 1955 года Энвер Алиев работал в совхозе простым трактористом, затем, в составе пятерых лучших трактористов, был послан учиться в Ташкент, в техникум «Трудовые резервы» по специальности «механизатор широкого профиля».
В 1958 году в Узбекистане в земледельческих хозяйствах начали организовывать комплексные механизированные звенья и бригады. Энвера назначили бригадиром звена, затем — механизированной комплексной бригады. В его распоряжении было 182 га хлопкового поля, 3 пропашных, 2 транспортных и 1 гусеничный трактор, 3 хлопкоуборочных комбайна и 14 работников. Бригада была переведена на хозрасчёт.
Начиная с 1960-х годов Энвер Алиев неоднократно встречался с первым секретарём ЦК КП Узбекистана Ш. Р. Рашидовым и заслужил его уважение. Был в составе комиссии Ташкентского обкома партии, которая ежегодно выезжала с проверками состояния хлопковых сельхозугодий по области. Совхоз им. Пятилетия Узбекистана, в котором он работал, был на особом счету, в первую очередь снабжался новой техникой, горючим и т. д. На ВДНХ продукция совхоза заработала золотую, серебряную, две бронзовые медали.
Депутат Совета Национальностей Верховного Совета СССР 8-10 созыва (1970—1984) от Янгиюльского избирательного округа № 121 Узбекской ССР. Член Комиссии по транспорту и связи Совета Национальностей. Как депутат, принимал участие в различных правительственных приёмах — в частности, встречал генерального секретаря ЦК КПСС М. С. Горбачёва, когда тот приехал в Ташкент перед своим визитом в Индию. Неоднократно выступал на телевидении, давал интервью о хлопководстве и своей работе. В 1973 году, когда инициативная группа крымских татар направила в Москву письмо с требованием восстановить свой народ в правах, передал его в Секретариат ЦК КПСС. Позже защищал право крымских татар на возвращение перед руководством КП Узбекистана.
Имел личные встречи с генеральным секретарём ЦК КПСС Л. И. Брежневым, кубинским лидером Фиделем Кастро.
Депутат Верховного Совета Узбекской ССР, член Президиума Верховного Совета Узбекской ССР. Член КПСС с 1966 года; делегат XXVI съезда КПСС. Являлся делегатом XVIII съезд профсоюзов СССР (24-28 февраля 1987).
В 1987 году вышел на пенсию, стал персональным пенсионером республиканского значения. В апреле 1990 года переехал с семьёй на родину в Крым, поселившись в селе Первомайском Симферопольского района.
Являлся делегатом Второго курултая крымскотатарского народа, который был созван в 1991 году.

## Награды и звания
- Герой Социалистического Труда (10.12.1973)[1];
- два ордена Ленина (14.12.1972 и 10.12.1973)[1];
- Медаль «За доблестный труд. В ознаменование 100-летия со дня рождения Владимира Ильича Ленина» (1970);
- другие медали;
- Почётная грамота Президиума Верховного Совета Узбекской ССР (1965)
- Заслуженный наставник молодёжи УзССР (13.04.1982)[2]

## Семья
- Сын Алиев, Али Энверович — учёный, физик, доктор физико-математических наук, профессор Техасского университета в Далласе, изобретатель плаща-«неведимки».